# 林古渓
古溪（はやし こけい、1875年〈明治8年〉7月15日 - 1947年〈昭和22年〉2月20日）は歌人、作詞家、漢文学者、立正大学教授、東洋大学講師。本名は竹次郎。東京・神田出身。哲学館（現東洋大学）教育学部卒。

## 往来
林羅山に連なる家系で、代々学者の家柄である。林家の次男として東京神田に生まれる。
幼少時代を神奈川県愛甲郡古沢村（現厚木市）で過ごし、古渓の筆名はこの古沢村から採ったという。
10歳の時に父を失って以来、池上本門寺に入って修行。さらに哲学館（現東洋大学）に入学すると国漢を学んだ。漢詩に非凡な才を見せたが、一方で新体詩のグループを作っては積極的に活動を始めた。卒業後、同校付属の京北中学校で国漢科教員となり、生徒たちから「達磨さん」と呼ばれて慕われたという。
30歳を過ぎてから東京音楽学校分教場や第一外国語学校（イタリア語）でも学んでいる。東京音楽学校で学んでいたときに牛山充と知り合う。
雑誌『音楽』は1910年に創刊し、牛山は在学時代からその編集に携わっており、古渓は文才を買われ、彼のためにほぼ毎月作曲用の詩歌を寄稿していた。
『はまべ』（後の『浜辺の歌』）を『音楽』に掲載した理由は、牛山は後輩の成田為三に作曲の試作として古渓の『はまべ』の詞を勧めたという。辻堂東海岸を思い出し作詞したというのが一般的な説であるが、異論も多い。墓所は大田区池上永寿院。
国立国語研究所所長、国語学会代表理事などを務めた林大は長男。

## 作詞を担当した主な曲
- 大いなるかな（平井康三郎作曲）
- 五月（平井康三郎作曲）
- ひばり（平井康三郎作曲）
- 牡丹（平井康三郎作曲）
- みの虫（平井康三郎作曲）
- 阿蘇（信時潔作曲）
- 浜辺の歌（成田為三作曲）
- ひる（弘田龍太郎作曲）
- わがちから（山田耕筰作曲）
- 東洋大学校歌（山田耕筰作曲）
- 済美高等女学校校歌（宮城道雄作曲）
- 村野工業高校校歌（梁田貞作曲）

## 歌集
- わたくしの母
- わが歌千首